# (291) Alice
Pour les articles homonymes, voir Alice.
(291) Alice est un astéroïde de la ceinture principale découvert par Johann Palisa le 25 avril 1890 à Vienne.

## Nom
L'origine du nom est inconnue.
Le numéro de cette planète mineure a été utilisé pour désigner (2037) Tripaxeptalis qui est un jeu de mots et de chiffres avec les astéroïdes (679) Pax et (291) Alice. En effet le numéro de l’astéroïde (2037) est égal à 3 x 679 ou 7 x 291, autrement dit trois Pax et sept Alice.